# Tipografía vasca
La tipografía vasca (en euskera Euskal tipografia), también llamada letra vasca, es un tipo de letra que se utiliza en el País Vasco, y que posee un alto grado de identidad nacional y es parte de la simbología del nacionalismo vasco.
La mayor parte de la letra a menudo es dibujada con cuerpo fuerte. Se ha encontrado este tipo de tipografía tallada en lápidas de piedra y en mobiliario de madera del periodo medieval. Resurgió en las primeras décadas del siglo XX.

## Utilización
Solo se utiliza para hacer tipografía vasca, que se origina a partir de ella. Además, debido a este origen de la escritura (que se origina en el alfabeto romano), solo tiene mayúsculas. A menudo se puede ver en las tiendas, restaurantes, bares y en productos vascos, así como en organismos oficiales, como el del Gobierno Vasco o en la fachada de algunos ayuntamientos. Se ha utilizado en señales de tráfico (como las de la autopista A-8) y en placas de calles.
A menudo tiene un cuerpo fuerte, rara vez se usa en textos largos, ya que puede dificultar la lectura.

## Tipos de tipografía

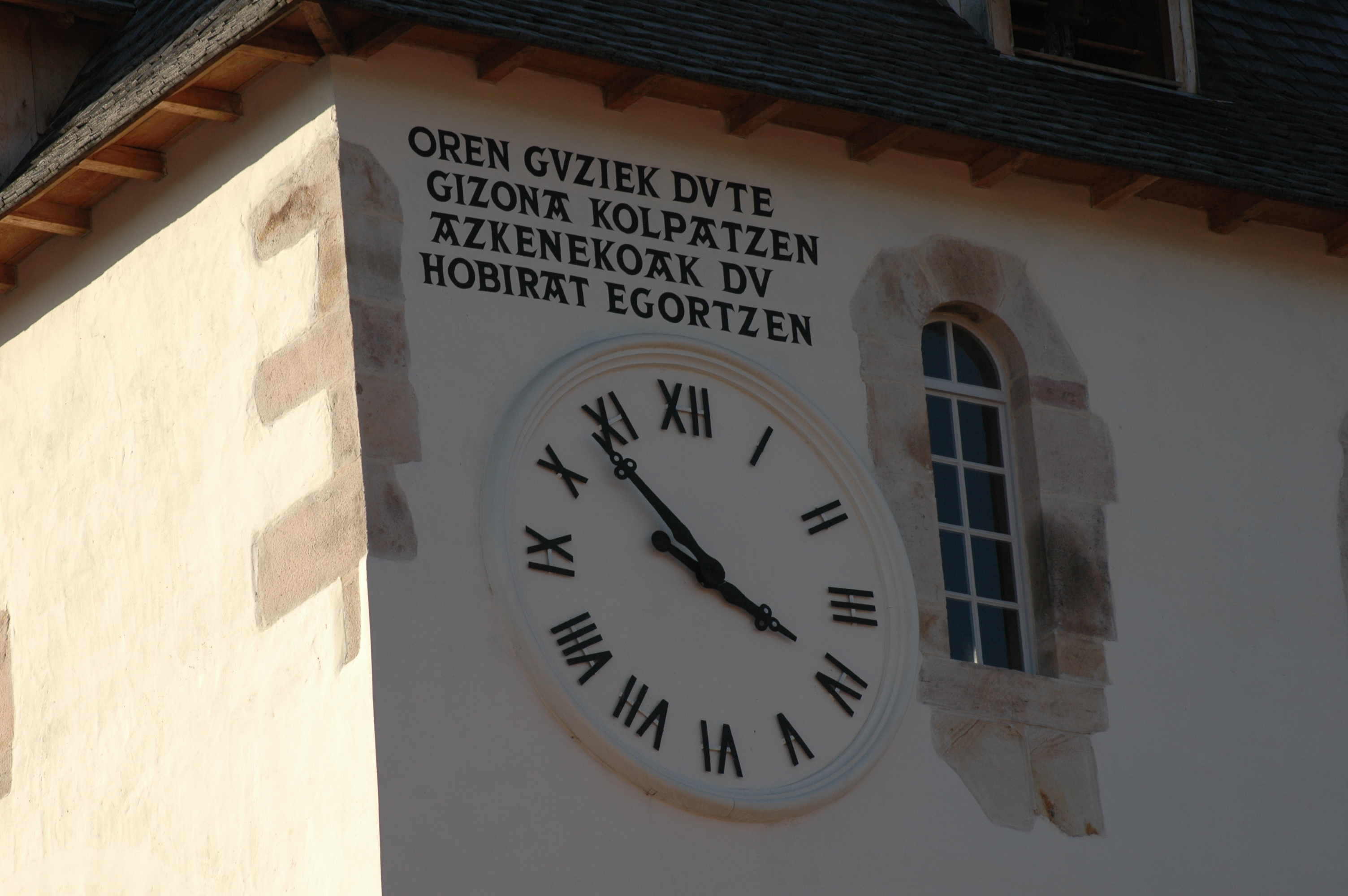
Una inscripción en un campanario de Sare (Francia) que utiliza la tipografía vasca.

Hay varias tipografías vascas disponibles para procesadores de texto. Estos incluyen:
- Haritzaga
- Karako
- Ostoak
- Sculpture
- Classic
- Emakhor
- Etxeak
- EuskaraOld
- Gernika
- Harri
- Harri Text
- Irouleguia
- Kaxko
- Koldako
- Navarre
- Bilbao[7]